# Oxigéncsoport

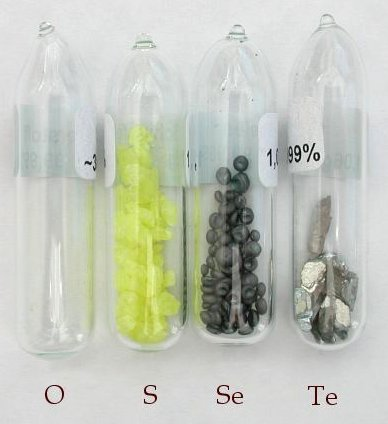
Kalkogének

A kalkogének a periódusos rendszer 16-os (régebbi elnevezés szerint VIB vagy VIA) csoportba tartozó kémiai elemek gyűjtőneve. A csoport közös elnevezése az oxigéncsoport. Tagjai az oxigén (O), a kén (S), a szelén (Se), a tellúr (Te), a radioaktív polónium (Po) és a mesterségesen előállítható livermórium (Lv).
Bár a 16. oszlop összes tagja, így az oxigén is kalkogén a definíció szerint, azonban általában külön szokták kezelni magát az oxigént és az oxidokat. A kalkogenidek alatt általában a szulfidokat, a szelenideket és a telluridokat szokták érteni.
A kalkogenidek olyan biner vegyületek, amelyek kalkogénből és legalább egy másik elektropozitív elemből vagy gyökből állnak. A kalkogének egymással alkotott vegyületeit pedig interkalkogéneknek nevezik.

## Etimológia
Bár a görög eredetű kalkogén szó szerinti jelentése rezesítő vagy rézércesítő, a háttérben meghúzódó jelentés sokkal valószínűbb, hogy az ércesítő volt. Ezeket az elektronegatív elemeket gyakran összefüggésbe hozzák a fémbányászattal. Itt ugyanis vízben nem oldódó vegyületeket képeznek az ércben meglévő fémekkel.

## Tulajdonságaik
A csoport tagjainak hasonló az elektronszerkezetük. Ez leginkább a külső elektronhéjon mutatkozik meg, s ennek következtében hasonlóak a kémiai tulajdonságaik:
| Z   | Elem        | Héjankénti elektronok száma |
| --- | ----------- | --------------------------- |
| 8   | oxigén      | 2, 6                        |
| 16  | kén         | 2, 8, 6                     |
| 34  | szelén      | 2, 8, 18, 6                 |
| 52  | tellúr      | 2, 8, 18, 18, 6             |
| 84  | polónium    | 2, 8, 18, 32, 18, 6         |
| 116 | livermórium | 2, 8, 18, 32, 32, 18, 6     |

Az oxigén és a kén nemfém, a szelén, a tellúr és a polónium félfémes félvezetők, azaz tulajdonságaikban keverednek a fémek és a szigetelő anyagok jellemzői. Ennek ellenére elemi állapotban a tellúrt és a szelént is szokták a fémek közé is sorolni.
A fémes kalkogenidekkel leginkább ásványokban lehet találkozni. A pirit (FeS2) egy vasérc. A ritka ásvány kalaverit a ditellurid (AuTe2).
A legtöbb kalkogén oxidációs száma −2. Ennek ellenére ettől eltérő értékek is adódhatnak, mint például a piritben a kén −1-es értéke. A legmagasabb ez a szám a 6-os oxidációs értékkel bíró szulfátok, szelenátok és tellurátok esetében.